# IJsmachine

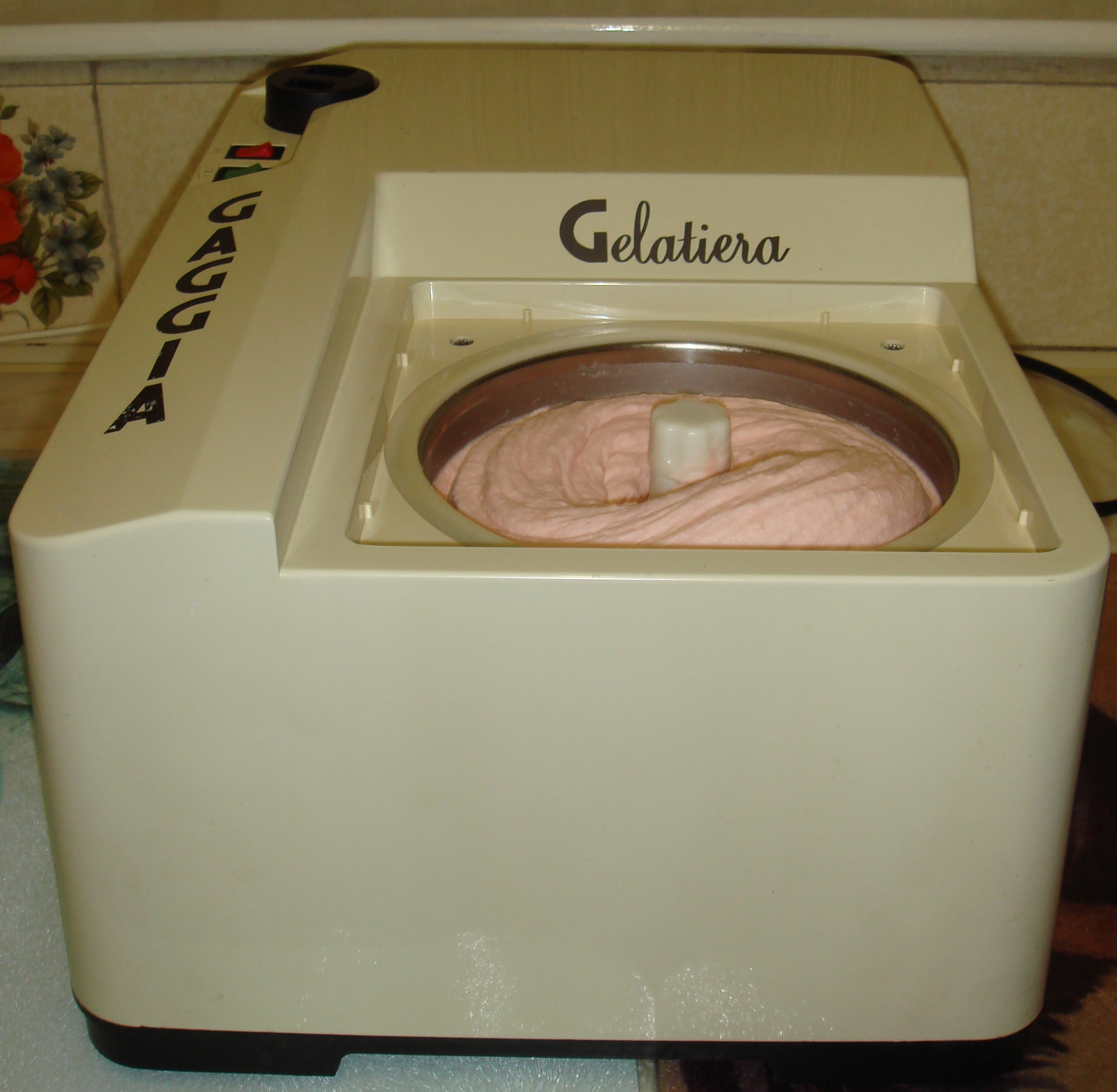
Gaggia ijsmachine met koelsysteem

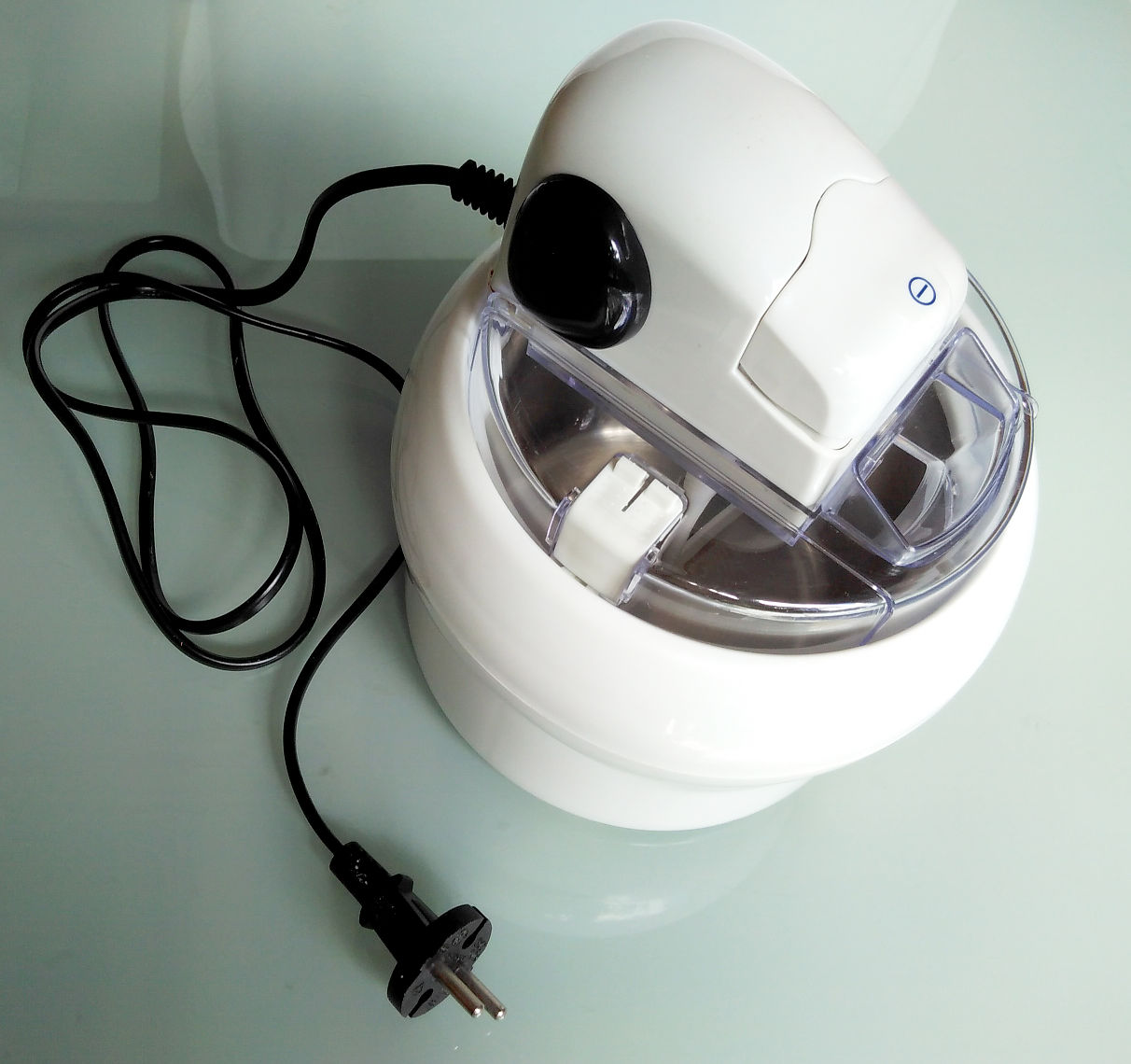
ijsmachine voor huishoudelijk gebruik

Een ijsmachine of sorbetière is een keukenmachine om roomijs, sorbet en yoghurtijs te bereiden.
De ingrediënten voor het ijs worden eerst gemengd, eventueel bereid en gekoeld, en dan in de koelcontainer gegoten. Omdat de wand van de container ijskoud is, vriest een dun laagje van het ijsmengsel aan. Dit laagje wordt bijna direct door het roermechanisme van de wand afgeschraapt, waardoor de ijskristallen klein blijven en niet tot een groter geheel kunnen aanvriezen. Kleinere kristallen geven een fijnere structuur aan het uiteindelijke consumptie-ijs. De bereidingstijd van het ijs bedraagt over het algemeen een half uur tot een uur.

## IJsmachine met koelelement
Bij een ijsmachine met koelelement moet je het koelelement 24 uur op voorhand in de vriezer leggen. Omdat deze toestellen niet uitgerust zijn met een compressor zijn ze een stuk goedkoper dan zelfvriezende ijsmachines. Bovendien maken ze veel minder lawaai tijdens het bereidingsproces. Het voornaamste nadelen van deze toestellen is dat je na gebruik 24 uur moet wachten voor je opnieuw ijs of sorbet kunt bereiden.

## Zelfvriezende ijsmachines
Een zelfvriezende ijsmachine is naast een roermechanisme en een koelcontainer ook voorzien van een compressor. Hierdoor bevriest het ijsmengsel direct wanneer je de machine aanzet. Deze professionele toestellen kunnen de ingrediënten sneller afkoelen waardoor er minder ijskristallen ontstaan. Hierdoor zal de structuur van het roomijs of sorbet zachter zijn en het resultaat dus beter. Bovendien kan een zelfvriezende ijsmachine een hele dag door gebruikt worden waardoor ze vooral gebruikt worden in de horeca.